# Голицын, Иван Иванович Шпак
Князь Иван Ива́нович Голи́цын по прозвищу Шпак или Шпах (ум. 1607) —  стольник, рында, воевода и боярин во времена правления Ивана IV Васильевича Грозного, Фёдора Ивановича, Бориса Годунова и Смутное время.
Старший из двух сыновей боярина князя И. Ю. Голицына. Имел брата боярина Андрея Ивановича Скуриху.
В родословной книге М. А. Оболенского указан с прозвищем — Шпага.

## Биография
В январе 1576 года, второй посылочный воевода в Большом полку в государевом походе на Лифляндию. Послан из Пскова первым воеводою Передового полка занять Кесь, осадить Говбе, Трекату и Владимирцу. В этом же году третий рында при представлении Государю в Можайске цесарских послов. В 1577 году упомянут стольником. В 1579 году рында с большим царевичем саадаком в походе против лифляндцев.  В мае 1582 года послан первым воеводою войск правой руки в Тёсов для шведского похода, в июле первый воевода того же войска в Пскове. В этом же году ходил первым воеводою Большого полка в поход в Великий Новгород для охранения от шведов, командовал полком левой руки в Зубцове. В 1583 году водил полк правой руки из Новгорода к Орешку против шведов. В 1584 году первый воевода Передового полка в Калуге. В октябре 1585 года первый воевода Большого полка в Серпухове. В ноябре 1586 года назначен вторым воеводою Большого полка в шведском походе. В 1588 году, первый воевода войск правой руки на берегу Оки, связи с угрозой крымских татар послан в Алексин воеводой Передового полка. Отправлен с тем же полком против татар и стоял на Мышеге (Таруса). В 1589 году первый воевода Большого полка в Новгороде. В январе 1590 года послан из Новгорода первым воеводою Сторожевого полка в устье Невы против шведов, захватил многие города. В апреле 1591 года первый воевода Сторожевого полка на берегу Оки против крымского хана, а после первый воевода в Смоленске. В 1592 году пожалован в бояре и отправлен первым посылочным воеводою в Большой полк под Выборг, командовал Большим полком во время осады Ругодива, после чего временно оставлен 1-м воеводой в Ивангороде, сопровождал съестные припасы из Новгорода в Иван-город. В мае того же года отправлен в Алексин на берег Оки с полком правой руки против татар. В апреле 1593 года первый воевода  Сторожевого полка на берегу Оки, в декабре  обедал у Государя. В 1596 году, связи с угрозой крымских татар командовал в Кашире полком левой руки, водил тот же полк в следующем году. В 1598 году водил полк левой руки в царском походе на Серпухов в связи с возможным нападением Казы-Гирея.
В 1602—1604 годах — первый воевода в Казани. Поддержал Лжедмитрия I, но после гибели самозванца (1606) стал служить Василию Шуйскому. В июне 1607 года возглавлял передовой полк, стоявший в Серпухове, и после Восемской битвы царь приказал ему идти к Туле на соединение с войском боярина князя М. В. Скопина-Шуйского, чтобы затем осадить там повстанцев Ивана Болотникова.
В том же 1607 году умер бездетным. Похоронен в Троице-Сергиевом монастыре.